# Список дворянских усадеб Тарусского уезда

Список дворянских усадеб Тарусского уезда включает дворянские усадьбы означенного региона в границах периода Российской империи (не совпадающих с современными границами Тарусского района). Большинство из них в настоящий момент представляет села или деревни с руинированными или несохранившимися усадебными домами; церковные здания по большей части сохранились. Ряд поместий, известный по названию, почти полностью утратил архитектурный ансамбль — в таких случаях обычно сохраняются остатки парковых насаждений и фрагменты служебных построек.

## Список
Усадьбы в списке по умолчанию отсортированы в алфавитном порядке:
| Название       | Местоположение            | Состояние                 | Бывшие владельцы | Иллюстрация | Комментарий |
| -------------- | ------------------------- | ------------------------- | --- | ----------- | ----------- |
| Барятино       | 25 км к западу от Тарусы  |                           | Владельцы и обитатели — князья Барятинские, Голицыны, Горчаковы. |             |             |
| Безобразово    | 19 км к северу от Тарусы  | Почти полностью утрачена  | Владельцы: Жихаревы. В XX веке владел Красавин А. Б. Чижков, А. А. Зорин. Калужские усадьбы. — Москва: Русская усадьба, 2007. — С. 103. — 156 с. — ISBN 978-5-8125-1040-4 |             |             |
| Богимово       | 40 км к востоку от Калуги |                           | Владельцы: Прончищев, Василий Васильевич, Е. Д. Былим-Колосовский. |             |             |
| Вознесенье     | 18 км к югу от Тарусы     |                           | Владельцы: Сергей Алексеевич Чаплин, Сергей Сергеевич Дурново. |             |             |
| Вятское/Вяцкое | 15 км к западу от Тарусы  | Почти полностью утрачена. | Владельцы: Л. И. Незнанова. П. А. Прохоров. |             |             |
| Игнатовское    | 4 км от Тарусы            |                           | Владельцы: Хитрово, Нарышкины, Василий Сергеевич Нарышкин, Иван Васильевич Нарышкин, Михаил Дмитриевич Бутурлин.                                                          |             |             |
| Ильинское      |                           |                           | Владельцы: Хилковы. Последний владелец - Н. А. Остроградская. |             |             |
| Истомино       |                           |                           | Владельцы: Толстые, Хитрово |             |             |
| Ишутино        | 9 км от Кремёнок          | Почти полностью утрачена. | Владельцы: Ф. И. Христианович. |             |             |
| Кольцово       | 18 км от Тарусы           | Почти полностью утрачена. | Владельцы: Ртищевы. |             |             |
| Колышево       |                           | Почти полностью утрачена. | Владельцы: Н. А. Щепотьев. |             |             |
| Кузьмищево     | 5 км к северу от Тарусы   |                           | Владельцы: Прозоровский Александр Александрович, Голицыны. |             |             |
| Ладыжино       | 4 км от Тарусы            |                           | Владельцы: князья Ладыженские, Мансуровы, маркиза М. Л. Компанари. |             |             |
| Лопатино       | 12 км от Тарусы           |                           | Владельцы: Нарышкины. Последние владельцы А.В. и И.В. Зуеве (тарусские купцы)                                                                                             |             |             |
| Марфино        |                           | Почти полностью утрачена. | Владельцы: Татаровы, Шибашовы. |             |             |
| Почуево        |                           |                           | Владельцы: Голубицкие, Павел Михайлович Голубицкий. |             |             |
| Роща           | 32 км от Тарусы           |                           | Владельцы: Голицыны. Перешла за долги Московскому Земельному банку. Последний владелец - мещанин Кривошея В.П.                                                            |             |             |
| Русино         |                           | Почти полностью утрачена. | Владельцы: Андрианова, Редькин. |             |             |
| Салтыково      | 10 км к северу от Тарусы  |                           | Владельцы: Веселовские, Павел Михайлович Голубицкий. |             |             |
| Сивцево        | 16 км к югу от Тарусы     |                           | Владельцы: Сумароковы, Миллеры. |             |             |
| Троицкое       | 1 км к югу от Кремёнок    |                           | Владельцы: Екатерина Романовна Дашкова. |             |             |
| Трубецкое      | 10 км от Тарусы           |                           | Владельцы: Трубецкие, Долгорукие. |             |             |